# No. 42 Squadron RAF
Il No. 42 Squadron RAF della Royal Air Force ha prestato servizio durante la prima guerra mondiale come squadron di cooperazione militare e durante la seconda guerra mondiale in vari ruoli. Negli ultimi anni, è stata l'Operational Conversion Unit (OCU) per gli Hawker Siddeley Nimrod, con sede a RAF Kinloss, a Moray in Moray Firth, fino al ritiro dei Nimrod nel 2010.

## Prima guerra mondiale
Formato il 1º aprile 1916 da equipaggi del 19 Squadron dei Royal Flying Corps a Filton, 8 km a nord di Bristol, il 42 Squadron svolse sortite di Ricognizione nella prima guerra mondiale, utilizzando i Royal Aircraft Factory B.E.2 ed in seguito i Royal Aircraft Factory R.E.8, lo squadron operò sia sul Fronte occidentale (1914-1918) che sul Fronte italiano (1915-1918) dopo la Conferenza di Rapallo a supporto dell'ulteriore invio di 3 divisioni di fanteria (5ª, 7ª e 48ª) e dell'XI Corps. 
Il 7 dicembre 1917 arriva per via ferroviaria all'Aeroporto di Istrana con gli Re8 nel 14° Wing agli ordini di sir Philip Joubert de la Ferté, futuro capo di stato maggiore della RAF prima di andare nel febbraio 1918 al Campo di aviazione di Grossa fino al 26 marzo successivo prima di rientrare sul fronte occidentale.
Tornato in Inghilterra dopo la guerra, lo squadron fu sciolto alla RAF Netheravon, 8 km a nord di Amesbury, il 26 giugno 1919.

## Seconda guerra mondiale
Il 14 dicembre 1936 la Sezione "B" del 22° squadron RAF fu ampliata nel nuovo squadron n. 42. Nel 1939 il numero 42 dello Squadron era alla base della RAF Bircham Newton, 21,6 km a nord-est di King's Lynn. Inizialmente l'unità era equipaggiata con i Vickers Vildebeest prima di essere equipaggiata con i Bristol Beaufort nel gennaio 1940. Lo squadron operò anche come unità da bombardamento nella Campagna della Birmania sui Bristol Blenheim nel 1942 e come unità di caccia-bombardieri sugli Hawker Hurricane nel 1943. 
Lo squadron si sciolse il 30 giugno 1945, ma il giorno successivo il 146 Squadron fu rinumerato nello Squadron n. 42 sui P-47 Thunderbolt. Lo squadron li utilizza fino alla fine della campagna birmana e si sciolse il 30 dicembre 1945 a Meiktela.

## Il dopoguerra

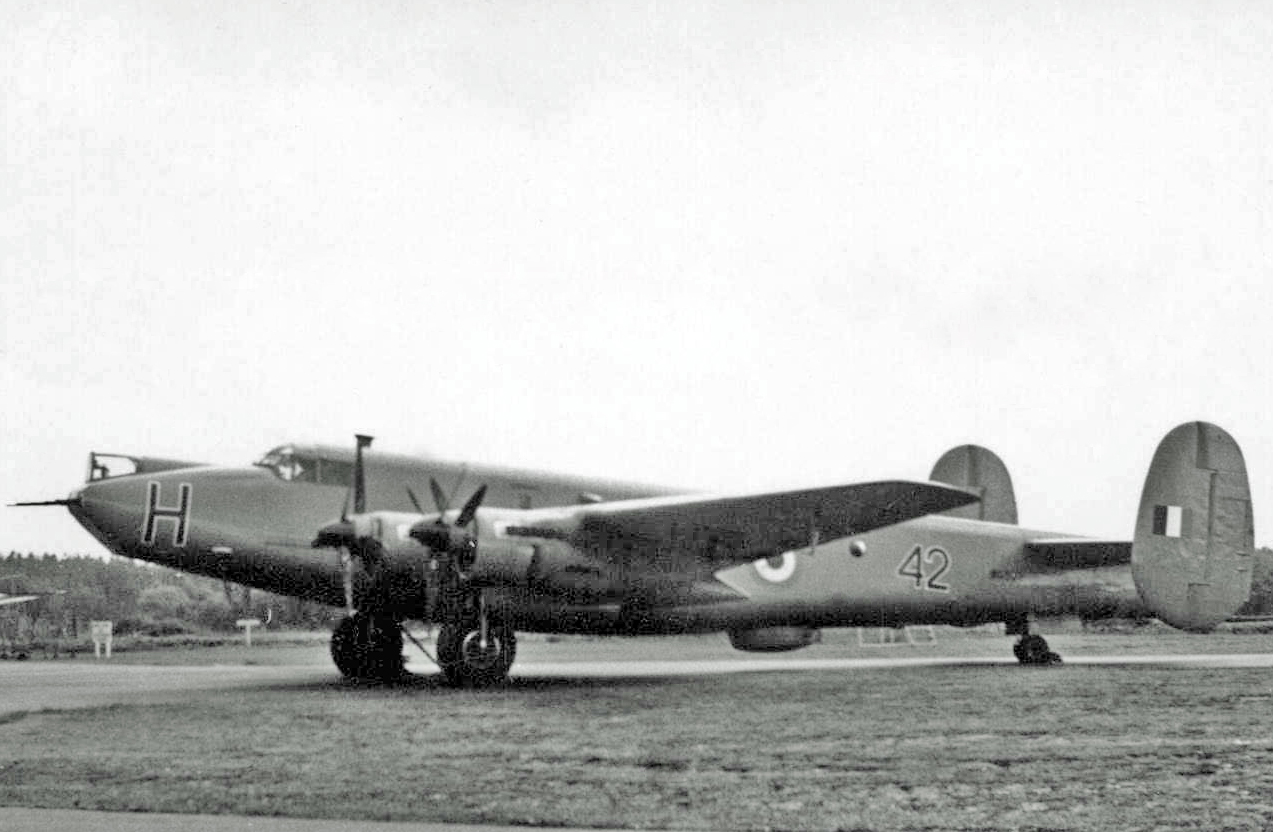
Avro Shackleton MR.2 del 42 Squadron del Coastal Command della RAF nel settembre 1956

Il 1º ottobre 1946 il 254 squadron della RAF Thorney Island, 10,6 km ad ovest di Chichester, fu rinumerato come Squadron n. 42 Equipaggiato con i Bristol Beaufighter, era un'unità di attacco della RAF Coastal Command fino a quando non si sciolse il 15 ottobre 1947.
Il 28 giugno 1952, lo Squadron n. 42 fu riformato sugli Avro 696 Shackleton nel ruolo di ricognizione marittima.
Lo squadron venne convertito sugli Hawker Siddeley Nimrod nell'aprile 1971. Smantellato come unità di prima linea nell'ottobre 1992, fu successivamente trasformato in Squadron n. 42 (Reserve) presso la RAF Kinloss, Moray, subentrando al numero 236 OCU come unità di conversione operativa Nimrod (OCU). Lo squadron ha volato la sua ultima missione sul Nimrod il 30 marzo 2010 ed è stato formalmente sciolto il 26 maggio 2011.